# Вищий адміністративний суд Чеської Республіки
Вищий адміністративний суд Чеської Республіки ( чеськ. Nejvyšší správní soud České republiky ) є судом вищої інстанції 
у сфері адміністративного судочинства. Він також має юрисдикцію над багатьма політичними питаннями, такими як формування та закриття політичних партій, юрисдикційні межі між урядовими установами та право осіб на посаду. Він також розглядає питання про дисциплінарні провадження щодо суддів та прокурорів. Це суд другої інстанції у діях проти рішень органів влади.
Подібно до інших країн у Європі, адміністративний суд вважається окремою гілкою судової системи Чеської Республіки.